# Wisnu Yuli Prasetyo

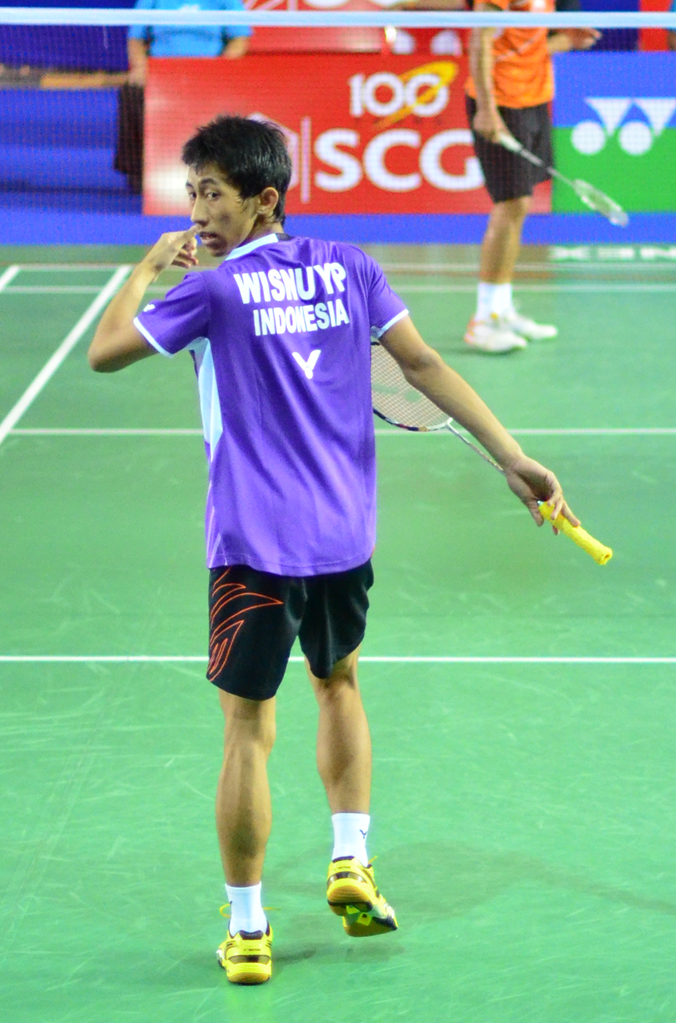
Wisnu Yuli Prasetyo

Wisnu Yuli Prasetyo (* 11. Juli 1994 in Tulungagung) ist ein indonesischer Badmintonspieler.

## Karriere
Wisnu Yuli Prasetyo wurde bei der Badminton-Juniorenweltmeisterschaft 2011 Neunter im Herreneinzel. Bei den Singapur International 2011 belegte er Rang zwei im Einzel ebenso wie bei den Vietnam International 2012 und den Indonesia International 2012.